# George Town (Tasmania)
George Town – miasto w Australii, w północnej części Tasmanii.